# Druid Order
Le Druid Order (l'Ordre Druidique) est un ordre fraternel druidique contemporain, fondé en 1909 par George Watson MacGregor Reid au Royaume-Uni.
Il a aussi porté les appellations de The Ancient Druid Order, An Druidh Uileach Braithreachas et The British Circle of the Universal Bond. Les membres initiés sont appelés « compagnons » au Royaume-Uni.
Plusieurs groupes néo-païens de différents pays se réfèrent à cet ordre ou en sont directement issus.

## Historique du mouvement
Ronald Hutton écrit que le Druid Order a commencé vers 1909 ou 1912 lorsque George Watson MacGregor Reid (1862?-1946) a dirigé le groupe, influencé par le mouvement des universalistes. Lorsque Thomas Maughan (1901-1976) a été élu chef en 1964, certains membres seniors et le Maenarch (président) de l'Ordre Ross Nichols (1902-1975) sont partis pour former l'Ordre des Bardes, Ovates et Druides.
Nichols nous apprend que MacGregor Reid a notamment raconté une histoire dans laquelle John Toland, le jour de l'équinoxe d'automne 1716 à Primrose Hill, (où a commencé la Gorsedd galloise), a appelé les druides à se réunir à l'Apple Tree Tavern (à Covent Garden, Londres) un an et un jour plus tard. Ce serait lors de cette réunion que se formera l'An Druidh Uileach Braithreachas, c'est-à-dire le "Druid Circle of the Universal Bond" le 22 septembre 1717 avec des représentants de Londres, d'York, d'Oxford, du pays de Galles, des Cornouailles, de l'île de Man, d’Écosse, d'Anglesey, d'Irlande et de Bretagne.
Il a également affirmé que John Aubrey avait rénové puis réutilisé le Mount Haemus Grove, fondé à Oxford en 1245.

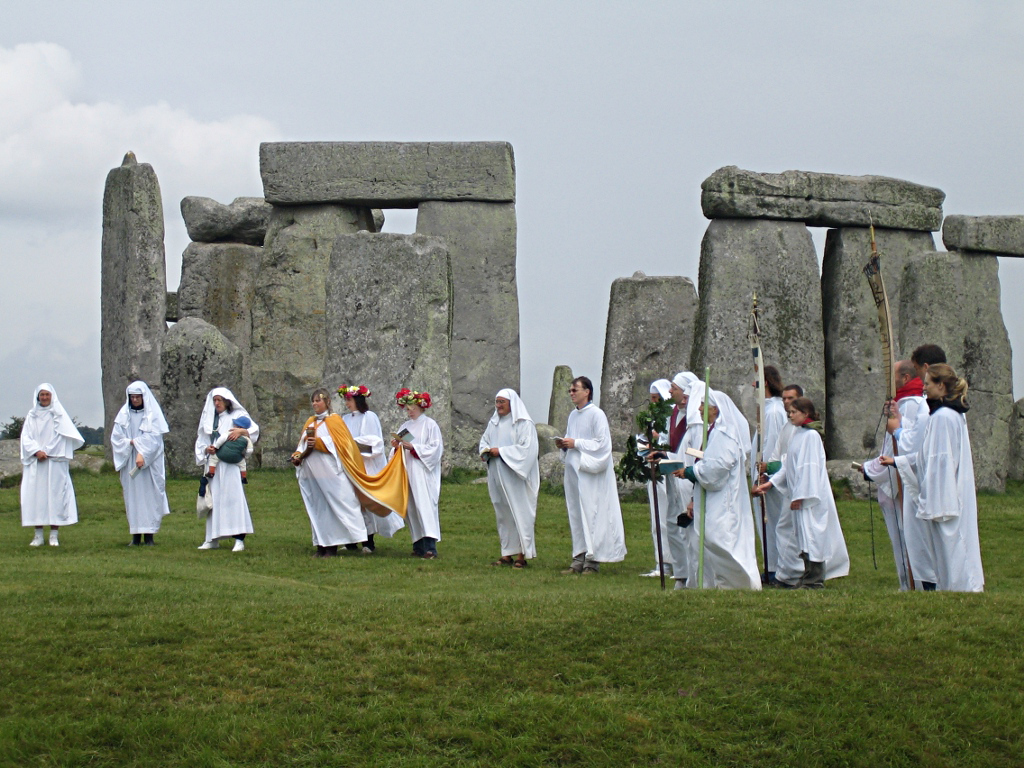
Druides à Stonehenge.

La revendication de Toland et Aubrey en tant que membres d'un ordre druidique quelconque est maintenant considérée comme peu probable d'un point de vue historique. Hutton suggère que toute lignée antérieure à George Watson MacGregor Reid est une invention servant à légitimer et donner une histoire légendaire à l'Ordre, comparable à l'ancienneté de la Gorsedd.

## Activités
Depuis plus d'un siècle, l'Ordre des druides organise des cérémonies publiques : une à l'équinoxe d'automne, une à l'équinoxe de printemps et une au solstice d'été.
La première cérémonie publique de l'année, l'équinoxe d'automne, a lieu sur Primrose Hill à Londres.
La deuxième cérémonie de l'année, le solstice d'hiver, est réservée aux membres.
La troisième cérémonie de l'année, l'équinoxe de printemps, a lieu à Tower Hill à Londres.
La quatrième et dernière cérémonie publique de l'année est le solstice d'été. Cet événement est marqué par trois rituels à Stonehenge : un à minuit, un à l'aube marquant le lever du Soleil derrière la Heel Stone, et une cérémonie à midi.

## En France
Plusieurs groupes se réclament de cet ordre de près ou de loin, citons notamment en France "L'Ordre des Druides" qui prétend procéder d'une lignée spirituelle « que se transmet depuis de millénaires les Druides sacerdotaux réguliers (...) de tradition initiatique dite hyperboréenne » seule à même d'accréditer les véritables Druides et mouvements druidiques via le « label OCCTD ».